# Вздох
«Вздох» (кор. 숨) — художественный фильм южнокорейского режиссёра Ким Ки Дука.
Размеры съёмочной площадки для фильма были предельно компактными, что, по замыслу режиссёра, более способствовало погружению зрителя в события.

## Сюжет
Молодая домохозяйка-скульптор по имени Ён узнаёт, что муж изменяет ей с другой женщиной. Блуждая по городу, она вспоминает, что видела по телевизору репортаж о заключённом по имени Чжан Чжин — молодом человеке, сидящем в камере смертников и совершившем попытку суицида. Она отправляется в тюрьму и добивается встречи с ним, представившись его любовницей. После знакомства свидания становятся регулярными, а о происходящем узнаёт её муж.

## В ролях
| Актёр       | Роль               |
| ----------- | ------------------ |
| Чан Чен     | Чжин               |
| Джи-а Пак   | Ён                 |
| Джунг Ву Ха | муж Ён             |
| Ган Ин-Хьён | молодой сокамерник |
| Ким Ки Дук  | начальник тюрьмы   |

## Награды и номинации

### Награды
- 2008 — Премия Fantasporto
  - Специальная награда жюри секции Orient Express — Ким Ки Дук

### Номинации
- 2007 — Каннский кинофестиваль
  - Золотая пальмовая ветвь — Ким Ки Дук